# Interstate 25
L'Interstate 25 (I-25) è un'autostrada statunitense della Interstate Highway che si estende per 1710,36 chilometri e collega Las Cruces con Buffalo passando per Denver.

## Altri progetti

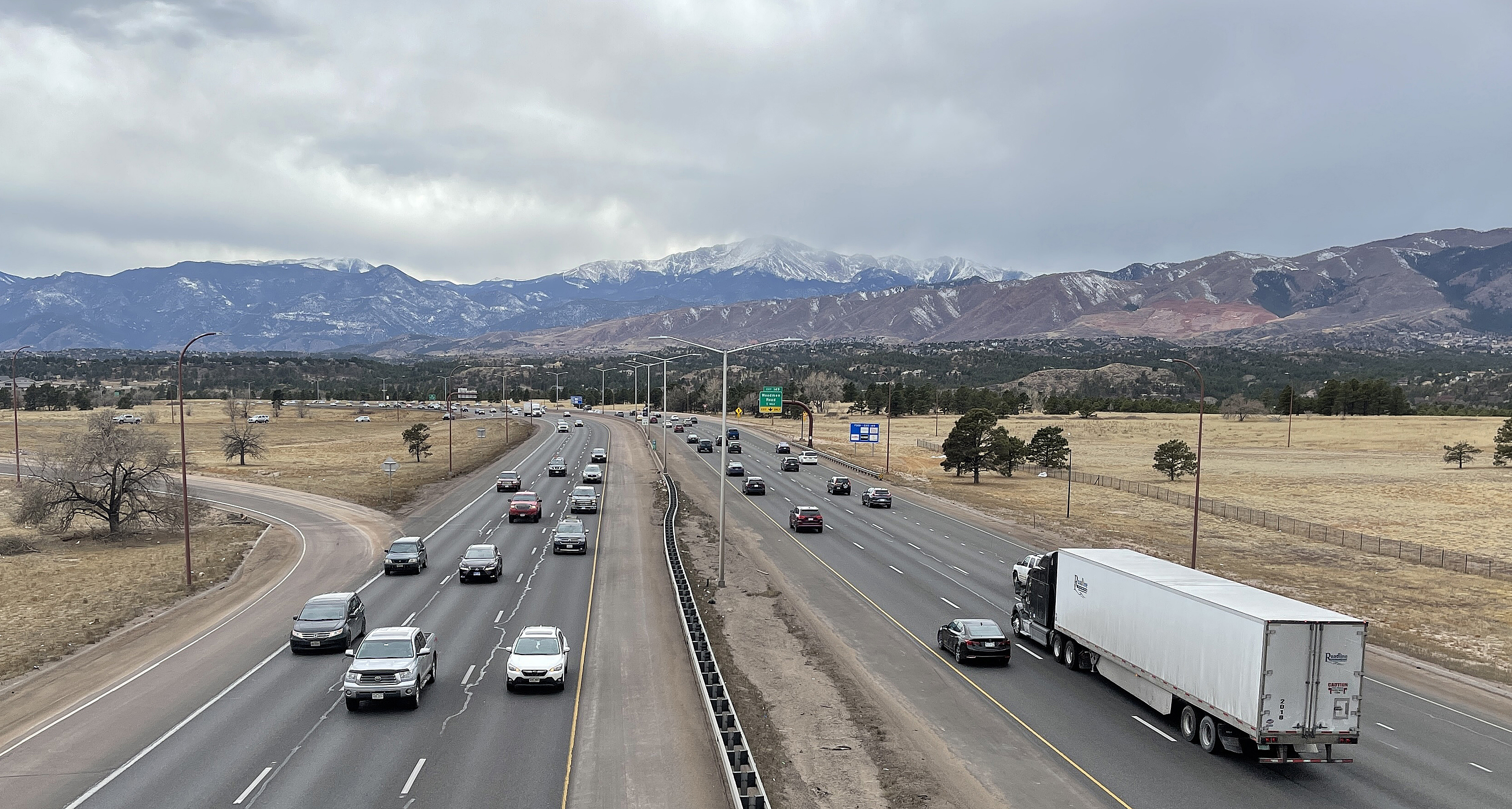